# 憂鬱なる党派
『憂鬱なる党派』（ゆううつなるとうは）は、高橋和巳の長編小説。1959年（昭和34年）8月から1960年（昭和35年）10月にかけて、文芸同人誌『VIKING』に『憂鬱なる党派』（グルーム・パーティ）の題名で断続的に連載され、中断されてのち、1965年（昭和40年）11月に、書き下ろし長編として河出書房新社より刊行された。文庫版は当初は新潮文庫、のちに河出文庫より、いずれも上下巻で刊行されている。
分量は1,400枚、全16章により成る。一人の男が広島の原爆犠牲者の列伝を出版するため、かつて学生運動の中で青春を共に送った大学時代の友人たちと再会してゆくも、そのほぼ全員が次々と破滅してゆくという物語を通して、1950年代初頭の「政治の季節」に青春を送り挫折した、急進的な学生インテリゲンチャが、風化し壊滅してゆく姿を描く。

## あらすじ
物語の時間軸は、1959年（昭和34年）と考えられている（後述）。全16章のうち、奇数の8章が主人公の西村の視点、偶数章がその友人・妻の千津子・娼婦の山内千代の視点から語られる。
昭和30年代中頃のある夏、元女学校教師の西村恆一は、原稿の詰まった黒カバンを抱えて、大阪に現れた。かつて、故郷の広島への原爆投下によって家族を失った過去を持つ西村は、破防法闘争・京大天皇事件・吹田事件などの吹き荒れる中、7年前に大学を卒業して地方の女学校教師となり、旧家の娘と結婚して平凡な日常を送っていた。しかし2年経ったある日、突如として「褐色の、煮えたぎるような激怒」を覚えて退職し、その後5年間を費やして、故郷の自分と同じ町内で原爆により死んだ、36人の庶民の伝記を書き綴ってきた。
そして、妻子を捨てて家を出た西村は、この伝記を出版すべく、幾つかの東京の出版社を回ったが上手くゆかず、大阪へと出てきたのだった。全国に知られたスラム街である釜ヶ崎の簡易旅館へ投宿した彼は、山内千代という娼婦と相部屋のような形で宿泊することを余儀なくされ、ここを拠点として、7年前に学生運動を通じて知り合った大学時代の友人たちと、次々に再会していく。
しかし西村の試みはことごとく徒労に終わり、のみならず彼が大阪で遍歴している約40日間で、旧友たちのほとんどは、破滅するか敗北してゆく。その一人である古在秀光は、かつてスパイ容疑で査問を受けて自殺した古志原の七回忌の席上で、かつての同志らに再結集を呼びかけるが、際限のない議論になるばかりで、企ては成功しない。さらに古在は、自身の勤める業界新聞社が悪名高い大新聞の系列に組み込まれることに抵抗し、労働組合を立ち上げるが、敗北して退社することとなる。
また、保険会社の外交員である藤堂要は、保険の掛金を横領していたが、地方出張所の課長に栄転することとなり、その発覚が避けられなくなる。自棄になって競馬に賭けても負け、発覚前に自首することとなる。村瀬定市は、かつてS駅で行われた国鉄の馘首反対蹶起集会の際に発生した吹田事件によって起訴されており、裁判は7年間に及んでいたが、無罪で決着するだろうとの噂にも拘わらず、公判が終わりに近づいた頃、突如として裁判所の受付で短刀自殺を遂げる。結核のため病床にある岡屋敷恒造もまた、絶望感や寂寥感と闘った末に自殺する。日浦朝子は一人で生きることの倦怠から、党派のメンバーとは無縁の男との、平凡な見合い結婚へと逃避していった。
西村の友人の中で破滅と挫折を免れるのは、いち早く転身して、周囲を羨望させる就職を果たした放送局員の蒔田と、必要に応じて学生運動に参加しつつも、着実に学者としての道を歩み続け、今は全ての人間関係を断ち切り、アメリカ留学へと飛び立っていこうとしている青戸だけである。だが蒔田や青戸も、心の中にはある「痛み」を隠している。
西村が家を出てから3ヶ月後、長女と生後2ヶ月の赤ん坊を連れて、妻の千津子が夫の行方を捜しに大阪へと出てくる。古在を頼って夫の居所を捜し当てた千津子は、家へ帰ってくれと頼むが、西村は「僕がなぜあんなに廃墟にこだわり、家の下敷になって呻いていた人々の形相や、まだ息のある人を荼毗に付したその焰と煙にこだわったのか……それは罪の意識ではない。二度とあってはならない修羅から逃れたい祈願でもなかった。本当はね、世界全体があの酸鼻、あの破滅をひとしく経験すべきだという呪いだったのだ。僕は世界全体の惨めったらしい破局を望んでいたんだ。」と語る。そんな夫に絶望した千津子は、2人の子供を置き去りにして、姿をくらませてしまった。
やがて西村もまた、とめどない転落を始め、昼はバタ屋をし、夜には猥本を書いて生活するようになる。そして猥本の材料のために「のぞき」をし、酒に耽溺する。原稿の出版に関しては、友人たちはまるで頼りにならない一方、元右翼の立河老人が西村の情念と人柄に打たれ、好意ある申し出をしてくれたことによって、出版のチャンスが与えられた。しかし旅館まで訪ねてきた立河が、西村が娼婦の山内千代と同居しているのを見て好意を翻そうとしたとき、西村は、自分は彼女の客ではないと説明して誤解を解こうとせず、原稿を出版する最後の機会を、自ら捨て去った。堕落の中、次第に接近するようになった山内千代から、西村は「神」と「地獄」について尋ねられ、問答を交わすこともあった。
そんなある日、スラムの周辺で日雇い労働者たちによる暴動が起き、西村は巻き込まれて逃げ惑ううちに、突如として憤怒に駆られる。立ち止まった西村は、破滅を予言する予言者のように「恥を知れ！　日傭ども。恥を知れ、民衆よ。……貴様ら日傭が逃げまどうのは、貴様らだけではない、すべての人間の恥だと思え！　貴様らは人間の滓だ。社会の恥だ。だが、永遠に人間の滓であり社会の恥でありつづけたくないなら、いま、踏みとどまれ！」と叫び、日雇い労働者を先導して走り回り、警察に拘束される。それがかつてのハンスト以来、初めて西村が示した直接的な行動だった。警察から帰ってきて3日後、西村は急性白血病で眠るように死んだ。
西村は死ぬしばらく前に、山内千代にある過去の事実を告白している。それは、広島に原爆が投下された日、自分は防空壕掘りに動員されていて被害を免れ、ようやく探し当てた自身の家で、湯釜の下敷きになって、まだ唯一、妹だけが生きていた。妹は水が欲しい、と泣いていたが、一面が瓦礫と化した街には水はなく、その苦しみを見かねた西村は、まだ息のある妹を、既に野天に作られ始めていた荼毘所へ連れていったのだ、という過去だった。そして、妹殺しという大きな罪を背負った自分は、この平和の中にはどうしても生きていけない、と西村は言うのだった。
西村の死後、彼が後生大事に持ち歩いていた原爆犠牲者の列伝の原稿も、彼の幼い遺児によって黒カバンの中から取り出され、紙飛行機にして飛ばされることによって、四散するのだった。

## 登場人物

### 主要人物
- 西村 恆一 - 主人公[10]。広島育ちで、中学生のときに原爆投下に遭遇し[33]、母と妹を失っている[34]。京都のK大学を卒業後、故郷の広島で2年間、女子校の教師を務めていた[35][36]。大学時代、破防法反対のストライキによって8名の学生が処分された際、抗議のために2名の学生と、ハンガー・ストライキを行った経験がある[37]。
- 古在 秀光 - 業界新聞の編集者[9][38]。中学高校時代からの西村の親友[38]。紡績工場の経営者を父に持ち、大学では19世紀ヨーロッパ精神史を専攻した[11]。また大学時代に起こった50年問題の際には、国際派に属して党を除名されている[11]。現在も有能な理論家で[38]、西村を死者ばかりに関わっており、精神の強靱さがないと批判する[39]。
- 日浦 朝子 - 小学校教師[9]。保守的な家からの脱出を学生運動に求め[40]、かつて日本共産青年同盟に加盟していた[38]。グループの中で唯一のミッションの女子大生であり[41]、西村の恋人だった[42]。西村の男としての不甲斐なさに、いつも苛立っている[39]。最後には西村へ激励の言葉と貯金通帳を渡し、結婚によって去る[42]。
- 藤堂 要 - 保険会社の外交員で、元特攻隊員[9]。かつては西村と同じ、文学哲学研究会に属していた[38]。賭け麻雀、酒、同僚女性との同棲などの中で、掛金の使い込みを重ね、身動きのならない状況にある[19]。
- 岡屋敷 恒造 - 結核によって病床にある男。かつては所感派に属し、細胞のキャップを務める、有能な学生党員だった[18][38]。古志原を査問し、自殺へ追い込んだ張本人[43]。山村工作以来の憂鬱症と結核とで、自然消滅的に党派からずり落ちた[21]。
- 青戸 俊輔 - 新鋭の心理学者。大学研究室の助手で、近くアメリカ留学を控えている[9][21]。思想的には西村を信頼しているが、その生き方を理解できずにいる[39]。学生時代はK大学の共産党系の学生を密かに〈灰色の党派〉と呼び、必要に応じて運動に参加しつつも、一方で着実に、学者の道を歩み続けてきた[21]。
- 村瀬 定市 - 電力会社に勤めていたが辞職し、町工場に勤めている[9]。かつては岡屋敷と同様に所感派に属し、破壊活動防止法反対のストライキを議決した学生大会の議長だった。吹田事件の連累者として、長く続く裁判の被告となっている[38]。
- 蒔田 - 放送局員[15][38]。自らを〈軽薄男子〉と称する野次馬左翼（だらインテリ）で[18]、多弁と剽軽な性格により、本心を自分にもくらましている[38]。

### その他
- 山内 千代 - 貧民窟の娼婦[44]。以前に自殺を図ったことがあり、この世の存在全てを呪っている[23]。
- 滝川 菊 - 簡易旅館「菊屋旅館」の経営者で、千代の主人[14]。十銭芸者から身を立て、人生の悪と絶望を見尽くしてきた[45]。
- 西村 千津子 - 西村の妻[46]。山林地主の箱入娘[47]。退職して原爆被害者の伝記に取り組む夫との絆は崩壊し、キリスト教に入信している[48]。夫の家出後に長男も出産し[26]、スラムまで西村を迎えに来たものの、最終的には、幼い2人の子供を置き去りにして去っていった[49]。
- 西村 君子 - 西村の娘。西村の死後、すっかり貧民窟に溶け込み、通行人に悪態をつきながら、父の遺稿を紙飛行機にして飛ばすようになる[50]。
- 小谷 明子 - 岡屋敷の恋人。紡績工場の女工で、共産党組織に出入りしている[51]。
- 古志原 直也 - かつてリンチを受けて自殺した男[42]。デモの際に警察に逮捕されたため、組織を裏切った疑いをかけられ、3日間に渡るリンチによって自白した内容を訊問されてのち、首吊り自殺を遂げた[52]。
- 立河 - 西村に援助を申し出た[48]、国家主義者の老人[46]。右翼系の出版社を経営しており[48]、戦時中には右派の思想書を刊行していた[53]。焼け跡が消滅した時代に、バラック建ての小屋のような家に住み続けている[54]。
- 長谷川 - 菊屋旅館の住人。元大工[55]。
- 狩米 - 菊屋旅館の住人。元歯科医の散髪屋[55]。
- 酒木 - 菊屋旅館の住人。職種不明[55]。

## 発表経過・背景

### 高橋と学生運動
著者の高橋自身は、作品が即事実的に読まれることを嫌ったが、本作にはかつて京都の大学で高橋が体験したこと、見てきたことが、多く取り入れられている。例として、第六章で西村恆一が総長室前の廊下で、5日間に渡って行うハンガー・ストライキは、高橋自身の体験や認識が反映されているところが大きい。
経緯としては、1952年（昭和27年）3月に、高橋の在学していた京都大学において、破壊活動防止法案に反対するストライキを決議し、デモを行った京大文学部学生大会の議長、届け出責任者、学内デモ指揮者の3人が停学処分に付されるという事件が起きた。学生側は停学処分の撤回など3項目の要求を行ったが、学長の服部峻治郎は即日回答を拒否。高橋はこれに対し、文学部の2人の学生と共に、19日よりハンガー・ストライキに入った。ハンストは5日間続けられたのちにドクターストップによって中止となったが、結果として学生の処分の期日が短縮されたほか、ストを禁ずる学長告示も形骸化して、のちに全学ストも実施されることとなっている。
また、同年の6月26日から28日にかけて京都で開催された第五回全学連大会の期間中、日本共産党立命館細胞によって、これに参加するために集まった反戦学生同盟員を初めとする十数名に対し、集団暴行が行われた。これは同大会で採択された「反戦学生同盟解散支持決議」と、武井昭夫旧全学連執行委員長以下27名の同盟員、非同盟員を学生戦線より追放する、という決議の裏付けとするため、反戦学生同盟が共産党の分派組織でありかつ意識的スパイであった、との自白を強要することを目的としていた。主に立命館大学構内で行われたこの内ゲバ事件を、高橋は本作の中で、「古志原直也リンチ事件」として改変した上で取り入れている。

### 執筆・発表経過
高橋は1962年（昭和37年）刊行の『悲の器』で文藝賞を受賞して作家デビューを果たしたが、『憂鬱なる党派』はそれ以前の1959年（昭和34年）8月から1960年（昭和35年）10月にかけて、富士正晴主宰の同人誌『VIKING』に、中途までが連載されていた。回数は全11回で、連載時には題名に、「グルーム・パーティ」とのルビが振られていた。
詳細には、『VIKING』の108号（1959年8月）に第一章、109号（同年9月）に第二章の一、110号（同年10月）に第二章の二・三、111号（同年11月）に第三章、112号（同年12月）に第四章の一・二、114号（1960年2月）に第四章の三、115号（同年3月）に第五章の一と二の途中まで、116号（同年4月）に第五章の二の続きと三、118号（同年6月）に第六章の一・二、119号（同年7月）に第六章の三、122号（同年10月）に第七章の一を掲載し、以後中断となっている。
『VIKING』の同人であった北川荘平によれば、断続的な連載となったのは、特集などの編集の都合であり、中断に至ったのは、高橋の期待に反して、理解者が埴谷雄高などのごく少数に留まり、文壇ジャーナリズムの反響がほとんどなかったことが、作品を書き継ぐ意欲を失わせたため、としている。一方で藤村耕治は、連載の中断された1960年（昭和35年）に安保闘争が勃発していることに着目し、8年前と酷似した政治状況の中、「〈過去〉の傷は〈現在〉新たな傷として再び鮮血を流しはじめた」ことから、過去と現在を繋げる視点を新たなものとすべく、連載中断に至ったのだろう、と推測している。
その後高橋は、中断に至った作品を元として、冒頭から書き直し、1965年（昭和40年）1月30日に脱稿。同年11月30日、河出書房新社の「書き下ろし長篇小説叢書」の第一回として刊行された。完成の順番としては、『捨子物語』『悲の器』に次ぐ、3番目の長編小説となった。のちには、1969年（昭和44年）11月10日刊行の『高橋和巳作品集 第三巻』に収録され、この際に加筆修正が施されている。高橋は「作者のことば」において、次のように述べている。
また高橋は、この長編には8年の歳月を費やしたと述べた上で、約3年を費やした『悲の器』を挟んで執筆を続けたために、前半と後半との間で文体に差異が生じ、これを補正するのに神経をすり減らした、と述べている。そのため、前半の冗長な記述を削ることによって、何とか一貫した体裁を整えたという。
執筆を行った8年の間には様々な問題が派生し、その幾つかの部分は短編『散華』として別の作品となったり、評論になったりした。また当初は、西村の原稿は彼の死後にそれを見つけた一般庶民が出版しようとする、という結末を予定していたのが、執筆開始当初には全く刊行されていなかった被爆者の記録の刊行が始まるなど、状況が変わってきていることなどから、変更したという。そのほかに本来、『憂鬱なる党派』をテーゼとし、『悲の器』をアンチ・テーゼとして刊行するはずであったのが、刊行順序が逆になってしまったために、なぜ高橋が右翼のことを書くのか、と不思議がられたとも語っている。刊行の翌年に催された座談会では、小説の舞台の設定理由について、次のように説明している。
また、「一つ付け加えさせてもらいますと、政治を行う時も、見る時にも、常に別な次元の価値をもっていないと、政治プロパーの中だけで勤めいていると何も見えなくなってしまうぞ、ということを全体としてはいいたかったですね」とし、「普通に自分の主義なり考えなりを小説に書くばあいは、主人公を一人にしぼってそれに当てはめれば、力が分散しないでいいのですが、私が内部矛盾として姙んでいるいろんな思弁を分岐させてみたのも、むろん友人のイメージも重ねてあるわけですが、さまざまな形を見据えているもう一人の自分がいることの逆表現でもあるんです」とも述べている。
北川荘平は、「高橋のこの長篇にかけた執念はすさまじかった」とし、本作の完成時に高橋が「これさえ書き終ったら、もうええのや、いつ死んでもかまへん」と呟いていたとしている。また、同じく同人であった福田紀一は、連載当時、本作は自身を含めた同人らに、例会で「袋だたき」にされたが、単行本化された作品は「同人たちの意見をほとんど取り入れ、徹底的に手を加えている」とし、「これほど雑誌に載せた作品に手を加えて変えてしまった小説家をわたしの周囲では他に知らない」と述べている。

### 転向文学論争
『憂鬱なる党派』には発表直後、様々な批評が投げかけられたが、否定的なものとしては江藤淳が、「不思議なことにここから私はほとんどひとつも印象的な人物像や風景を心にとどめることができなかった」とし、「長さからいえばこれはたしかに大長編ではあるが、登場人物の目玉はいわば例外なく裏返しについており、怒りと屈辱をもって各々の内面をのぞき込むことに終始して、ついにに外界も他人も映すことなく終っているからである」と評し、いいだももは、『週刊読書人』1966年1月17日号に発表した評論で、「かつての島木健作の『生活の探求』がそうであったように、一種倫理主義的な転向小説である、と思います。島木のが働き主義的エセ向日性に淀んでいたとすれば、これはその反対にいわば泯び主義的沈淪性に淀んでいる、というちがいはありますが、その主題はともにひとしく、観念的理想を実社会によって粉砕されたインテリゲンチャがいかにして「民衆」と逆結合を遂げようとするか、その探求にあります。この「民衆」イメージがまた、実は観念過剰の一産物であることも申すまでもありません」と評した。
こうした反応に対し、高橋は江藤やいいだの評を念頭に置きつつ、同じく『週刊読書人』の3月21日号に、「転向文学問答――『憂鬱なる党派』への招待」（のち『転向文学論』と改題）を発表。批判の内容について「一体どういう意味で言っているのか、よく解らなかったというのが本当のところだ」と前置きしつつ、本作を「転向文学」とする考えを全面的に否定し、以下のように述べている。
いいだは4月18日、これに応えて『週刊読書人』に文章を発表し、「わたしがさきに『憂鬱なる党派』を「一種倫理主義的な転向小説」と評した時にも、転向小説に傑作がありうるということ、政治的転向が（中略）想世界での学問的・芸術的結実をもたらすことがありうるということを、いわば自明の前提としていました」「……今日でもなお戦前固定観念としての倫理主義的な（！）転向観を拝している人々によって、わたしの評言が、あいつは裏切り者だ、あいつは敵だ、という意味を含意させているように誤解されたことは、わたしのことばが足りなかったからにちがいありません」と弁明した。
その上でいいだは、「……西村の破滅は、彼に対する外界の受容拒否の結果としてではなく、彼の外界に対する強迫観念的な自閉症としてしかありえないことなのであり、にもかかわらず作者はそれをそのようなものとして対象化して描いていないのです。西村にあるものは実は病気なのであって、青戸の順応主義的な生をその斃死によって真に批判しつくすことのできるような思想を彼は持っていないのです」「破滅に青臭くあこがれているだけの西村になんの衝迫性も感じることができないのです」とし、西村を「なしくずし・無自覚転向」と解釈したと、自身の論を補足している。
篠原茂は、上記のように高橋にその意図はなかったものの、本作は「多くの人たちの注目をあびて転向問題が論議される一つのきっかけを作った」と述べている。

## 評価・分析

### 時代背景について
藤村耕治は、本作の現在時について、吹田事件に関わったらしき村瀬の裁判が7年間続いていること、1960年（昭和35年）の安保闘争に全く触れていないことなどから、1959年（昭和34年）とみていい、としている。そしてこの年代設定への意図として、西村たちの卒業から2年後が「昭和30年」に当たる、という点に着目し、この年は朝鮮戦争の軍需景気による経済繁栄のもたらした新世代が、『太陽の季節』に象徴される年であり、同時に7月の六全協で日本共産党が武装闘争戦術を否定したほか、11月には保守合同の実現によって55年体制が完成された年でもあることを指摘している。そして、このように戦後日本が安定期に入ろうとしている中、「彼ら世代の体験が、何ら思想的に検証されることも、新たな認識として結実することもないまま空無化されてしまう」ことへの、「おれたちを何をしてきたのか」の思いが、作家自身に〈褐色の憤怒〉を抱かせたともいえる、としている。
柴田翔も同様に、1955年（昭和30年）は六全協や55年体制の樹立と同時に、『太陽の季節』が新しい日本大衆社会の誕生を人々の眼に鮮明に告げた年であるとし、「その成立の時期から言っても、作品内の時間構造から言っても、既に新しい戦後社会の入口に立ちながら、いまだ暗い混沌であった敗戦直後の日本、そこでの青年たちの生活を、恨みをこめて振り返る暗い視線で貫かれていると言いうるのである」としている。
一方で国松昭は、本作は4年の歳月を経て書き直されたためか、時代設定に不鮮明な部分が生まれているとし、〈駐留軍の兵士〉や原色のワンピースの〈娼婦〉、日射病で倒れる馬車の馬という要素からは、敗戦後間もない時期のようでもあるが、〈太陽族の単車群〉や、彼らと〈僅か数年の年の開き〉という記述から、1955年（昭和30年）から間もない時期のようでもある、と述べている。その上で、西村が巻き込まれた暴動を1961年（昭和36年）8月1日の釜ヶ崎事件（第一次西成暴動）と考えれば、時代設定は1961年（昭和36年）の夏である、としている。
脇坂充は、「この作品は時間の設定がややルーズで、それが重大な欠点になっているのだが」とし、西村の大学生活の頃に起こった事件として朝鮮戦争・レッドパージ・共産党の分裂や内部抗争・サンフランシスコ平和条約と旧日米安保条約の調印・破壊活動防止法制定などがあり、これは1950年（昭和25年）から1952年（昭和27年）にかけてのものであること、西村が5年間大学に行っていることも含めて、作者である高橋の実生活とほぼ重なる、と指摘している。その上で、高橋が大學に在籍していたのが1949年（昭和24年）から1954年（昭和29年）までだったこと、西村が卒業後7年経っているという設定から、物語の現在は1961年（昭和36年）頃、と推定している。

### 西村について
立石伯は西村について、「友よ、と叫びあげるように西村は思った。あまりに親しすぎた学生時代には、むしろその親密さゆえに傷つけあうことが多かったとはいえ、他者の思考、他者の苦痛を、己れの思考、己れの苦痛とする関係が、たしかに君たちの間にはあったと思う」という言葉通り、彼はいつも〈すべての基礎なる人間関係〉という観念を抱き、大阪へ来たのもその幻影に捉われているためといえる、としている。そして、西村たちの青春は既に終わり、かつて政治運動に携わった〈運命共同体〉は彼らの負荷にしかなっておらず、ずたずたに引き裂かれた関係性が、その観念があくまでも観念でしかないことを暴露してしまっている、と述べている。
また立石は一方で、「というよりも、彼は共苦などといっているが、いちどでも人に内界をみせたことがあるだろうか」と疑問を呈し、「おそらくそうではない。いつも曖昧だし、矛盾だけをしめしている」としている。そして彼が日浦に言った、「誇張ではなくて、僕にはありありと見えるんです。レニングラードからベルリン、硫黄島から沖縄にいたるまで、まだ葬られぬ屍たちが星をじっと見つめており、そしてすべての戦争による死者の墓石が、その無駄な死の意味を解明し、責任のすべてを担ってくれるものの到来するのをじっと待っていることが」という言葉を分析して、そのようなものが到来する望みがない以上、彼に課されたのは沈黙と凝視ののちに浮かび上がる真理を提出することのみで、だからこそ母や妹を含む36人の死者の列伝を書いたのだろう、としている。しかし、原稿の完成ののちも生き続け、見つめ続けねばならないはずの西村が同時に、「今ならどんな空しいことのためにも死ねる」「死に場所を求めてやってきたようなもの」とも述べていることを指摘し、その自己矛盾を批判している。
本多秋五は、「この小説には、よくわからぬところが随分と多い」とし、西村に関しては、「褐色の憤怒」によって突如として教師の職を辞しながら、第三章で早くも「ああ、何故あの平和な生活をこわしたのだろう。」と嘆いたり、自分の生活を「無益な、褐色の憤怒に蹂躙されて一箇の廃屋と化している。」などと嘆いている点について、単に原稿の出版交渉が上手くいかなかっただけであり、一旦家へ帰って再起を計ればいいだけのことであるのに、わけがわからない、と指摘している。また、原稿を持って旅に出る際、家出同然の手法を採り、一度も妻に便りを出さなかったこと、計算すると当時は臨月に近い状態であった妻を残して家を出たこと、連れ戻しに来た妻を追い返したことも不可解であるとし、「西村がまるで膝までの浅瀬で溺死するように、打開の道はいくらもありそうな状態の中で窮死するのは、彼が元来破滅好きの人間であり、作者が破滅好きの作者だからなのだろう」と述べている。
脇坂充は本多の論を受けて、西村を含めて次々と友人たちが破滅していく展開は「たしかに本多の指摘を待つまでもなく、現実にはありえないことである。しかしこれは物語だからこそ可能な設定だということを本多は忘れている」とし、西村たちが大学生活を送った1950年代前半は、民衆の努力次第でいかなる可能性もあったはずの戦後の民主化や解放が、日本の支配層や占領軍によって資本主義・反共主義・日米同盟の枠内に押し込められた時代であったが、そのような動きに抗った若者たちもおり、その若者たちの痛切な思いを、高橋は描きたかったに違いない、としている。また、1950年代後半からの高度経済成長の中、過酷な戦争や飢えなどの体験が遠い過去へと追いやられて「もはや戦後ではない」ということが語られ、「過去から汲み上げるべき多くの貴重な教訓があるにもかかわらず、安易に時の流れとともに風化させて平然とし、臭いものに蓋を式に処理してしまう日本の支配層にも、それをきちんと批判できない民衆にも、高橋は絶望に近い怒りを覚えていたはずである」とし、「主人公西村が日常生活をもあえて犠牲にして、執拗に自らの原体験にこだわるのは、おそらく作者のそうした思いが反映されていると考えられる。戦争という地獄を見てしまった高橋には、その地獄との直面を回避した戦後の繁栄はまやかしにしか過ぎないのである。だからこそ彼は西村を転落させ、ついには病死させてしまい、また西村の友人の多くも破滅させてしまうという、小説技法上からは破格ともいえる結末を意識的に用意したのである」と述べている。
伊藤益も同様に、本多の論を「常識的に見れば、至極妥当なものといえよう」とし、原稿を出版するという西村の願望が挫折したことはそれだけで破滅の原因にはならず、その友人たちの相次ぐ破滅や堕落も、物語の流れからすれば唐突かつ不自然なものであるとしつつ、現実に対する懐疑的・否定的な視座は青年に通有的なものだが、自身（本多）は自己否定を媒介として自己肯定を模索する人間であり、高橋のような破滅への情熱を持ち得なかった、とする本多の論について、「本多の批判が前提とする常識的な視点は、短絡にすぎて、とうてい首肯しうるものではない」としている。そして、「徹底した自己否定が、その徹底性の極点で自己肯定に転化する可能性は、人間の思考の運動にかならず弁証法的性格が内含されるという視点に立つ場合には、当然肯われるべきであろう」とし、多くの青年たちは懐疑的・否定的な視点で見る対象に自分を置いておらず、自己否定の視座に立つには、実社会で数年を生きることが必要であるとした上で、「『憂鬱なる党派』は、「黒カバン」にまつわる主人公西村恆一の思念を克明に描き出すことによって、本来的に自己否定的な傾きを有する一個の魂が、漸次内部に蠢く自己肯定性の残滓を除去してゆき、やがて、それを徹底的に排拒するに至る経緯（精神の運動）を精細に跡づける作品」であり、「高橋によって、自己否定とは、おそらく、青年の青年たる所以を示す徴表などではなく、むしろ青年期を終えようとする者の内面で貫徹される成熟した精神の態様であった」と述べている。
また伊藤は、西村が原稿を出版しようとしてくれた立河の好意を無にしたことについて、表面的な理由としては老人の依拠するイデオロギー（国家主義）と西村との間に懸隔があったこと、立河が娼婦の山内千代と同居していることから西村の倫理性を疑ったからであるが、常識的に考えれば、出版物は援助者ではなく執筆者の思念によって特徴づけられと考えられるし、誤解を解くことも容易であったにも拘わらず、そのいずれの行為にも出ず、みすみす僥倖を逃した、と指摘している。そしてその理由は、西村が「自己のニヒリズムを博愛主義やヒューマニズムの衣にくるみ、原爆に斃れた庶民の記録をとおして、その著者たる自己が平和を祈願する者であるかのように装おうとした」ことを自覚したためであるとし、原稿の刊行を願っていたときの西村は、戦争を忘却した精神を本書によって厳しく指弾しようとしていたものの、妹を殺した自分が、自己を無謬性の中に置いて批判の視座を持つことの欺瞞を自覚したとき、原稿は「透徹した自己否定をなしえなかったかつての西村の、いわば魂の形骸」と化し、「もはや無用の紙の束」でしかなくなったのである、としている。
国松昭は、西村たちについて「なぜ彼等が破滅の道を歩むのかといえば、結局、彼等は、あの過去の時を背負ったまま生きねばならなかったからである。彼等の時は学生時代から動きえず、彼等の現在は過去に支配されたままゆえのことである」としつつ、西村を「過去の支配の最も強烈な人物」としている。そして、彼が小市民的な生き方を拒否し、妻子を捨て、自身の生命をも捨てる道を選んだのは、彼にはさらに、瀕死の妹を見捨てたという「大過去」があるためで、彼が書いた原爆犠牲者の列伝が出版されることなく、子供の紙飛行機とされて四散したのは、「紙飛行機は、出版などを許しえぬほどに、西村の罪は重く深いということを示しているのではないだろうか」と述べている。そして、西村の言葉を聞いてくれたのが、知識人とは正反対の娼婦・山内千代だけであったことにもついて、「文字は四散したが、声は残ったのである。庶民の伝記は消えたが、肉声が庶民の一人にとどいていたのである」とし、これが西村とその原稿の運命だったのではないだろうか、と述べている。

### 友人たちについて
立石伯は、本作の中で破滅しない友人は青戸、日浦、蒔田の3人のみであるが、結婚によって去った日浦も一種の敗北であり、近代主義者の青戸も未だに残る〈家〉の中で挫折を予感しているとし、「どうしてこうも、破滅者ばかりが登場するのかいぶかしく思える」と述べている。そして、その理由は「廃墟のあとの人間には三つの生き方しかない。廃墟を固執し、一切を廃墟に還元する破壊的な運動に身を投ずるか、さもなくば廃墟のイメージを内面化し自己自身を無限に荒廃させてのたれ死にするか――そして今ひとつ、廃墟の中にも営まれつづけた悲劇でも喜劇でもない日常茶飯、朝起きて顔を洗い、（中略）そして夜眠るという日常の形式を頑固に守りつづけること。どんな悲劇も日常化してしまうこと」と藤堂が語る〈廃墟の思想〉に示されているように思えるとし、彼らは恐らくこの思想を肉体化することに失敗し、自身の負荷を正当化したり自由と化したりすることができず、自己矛盾に引き裂かれ、滅びていったと言えそうに思える、としている。
藤村耕治は、「彼らは一様に挫折と「敗北」意識に拘束され、無為に沈むか諦念に身を委ねるか、あるいは一足飛びに自己と世界の「破滅」を望む」とし、彼らの世代を批判し相対化する外部の人物や、彼らの閉鎖的連帯を内側から突き破る人物が不在であることにより、「作品を支える精神構造は平板で観念的にすぎるという印象は免れない」と指摘している。
竹内泰宏は、西村を除く人物たちについて、「……その相互の論争をのぞいては、さまざまな人間タイプの極端化によっていわば〈個別化された類型〉をえがいている感があり、それは西村をきわだたせ、また逆に西村という人物がかれらをきわだたせるために存在しているというところがあって、それらの人物たちは（中略）、自由なき切紙細工、あるいは作者の観念の決定論によって自由を支配された人物像という感を、まぬがれていないと思われる」と指摘している。竹内は、本作ではほぼ全ての登場人物が破滅するが、その死は突然であり、「読者は一種飛躍的な感情移入によってしか、実在の人物像としては納得できないと唐突さをもつものであることは否めない」とし、本作は多数の人物が登場する長編小説ではあるが、「造型的にはやはり一人称の小説であり、長篇小説ではあるけれど、厳密な意味でロマンであるより物語であることを示している」と述べている。

### 文体等への批判
本作は、文章の観念性や生硬さが批判される高橋の作品の中でも、特に批判が多い。中でも、最も辛辣に全面否定したのは、武井昭夫の評である。武井は第一章から複数の箇所を抜き出して逐一批判を加えているが、例として「肥満した店主にくらべて体軀は、あたかも経験の貧しさを象徴するように対照的に瘦せている」という文章を、なぜ肥満型と痩せ型が経験の豊かさと貧しさを対比的に表していることになるのかわからないとし、「軒先の硝子細工の簾が、知恵のない女の首飾りのように揺れる」という文章を、知恵のない女の首飾りの揺れ方というものをどう確定できるのか、そもそも知恵のない女とは何か、などと考えていけば際限がなくなるとし、「馬鹿々々しいほどの煩わしさである」と批判している。
また、西村が日浦と再会する場面では、「『お変りになりませんのね、その後も』／相手は似つかわしくない鄭重さで言った。不安定な彼女の視線は西村の頭上を越えて、植込みのあたりをさまよう。学校教員特有の無防備な、少なくとも外見上そう見える前かがみの姿勢で、彼女はしばらく放心していた」という箇所について、まず「鄭重さ」が何に「似つかわしくない」のかわからず、「学校教員特有の無防備な、少なくとも外見上そう見える前かがみの姿勢」というのも一体何なのかわからない上、読み進めるとこれは西村の視点からの叙述であったことがわかり、西村は後頭部にも目のある化け物だということになる、と述べている。そして、「観察力のとぼしく、かつ曖昧な概念によりかかった文章で書かれており、無意味な叙述は山ほど積みあげられてはいてもデテールへの真実の描写はなく、人物は作者の観念的御都合で操られていることを、そういう構造の文体でこの小説は書きすすめられていること」を指摘している。
こうした批判に対し、篠原茂は、「武井が指摘する高橋の方法上の欠陥は注目してよい」とし、かつての全学連委員長の武井の関心の程度も理解できるとしつつ、「綿密な分析の形をとったその批判の底に非常に主観的な武井の怒りがのぞいているのには注目せざるをえない」とし、『憂鬱なる党派』と同時に行われた真継伸彦『光る声』への評も併せて、自身の断定以外の意見を認めないような武井の態度を批判している。
高知聰も、武井の文体批判を受けて、「……事実、和巳の「文体」は、一度引っかかればあとを読み続けることができない粗雑な代物であり、『憂鬱』は中でも際立ってひどい文章である。読者は、作家を侮辱することなしには作品を読了できない。すなわち、文学鑑賞の常道にはない飛ばし読み以外に、この作品を読了することはできない」「通常の読者にとって、細部を味読する愉しみは、はじめから殺ぎとられているのであり、読者の作品への参加は拒否されてしまうように作られている」と酷評している。その具体例としては、冒頭の飲食店の場面で、「日光をさえぎるよしずが同時に風をさまたげていた」との描写ののちに、よしずの陰の簾が風で揺れ続けているという描写や、「黄昏にはまだ間のある烈しい斜陽」の時刻に旧友と待ち合せてのち、別れるときが午後3時の「炎天下」とされている記述などを挙げ、「高橋作品では、時刻まで作者の恣意によって変ってしまい、読者はイメージを持続し、確定することができない」と批判している。
小沢正は、冒頭に見られる雑沓の描写の「雑沓にもまれている人間の一人一人は、みな、死んだように無表情だった」という描写を取り上げ、群衆をこのようにしか捉え得ない人間に、原稿用紙1,200枚に及ぶ、36人の群像の記録を書くことができるのだろうか、と疑問を呈している。小沢はこの場面だけでなく、本作には「人間および人間的事象の画一化であり、人間と人間との奇妙なまでの隔絶であり、周囲の世界や他者に対する関心の恐るべき欠如」が見られるとし、他の例として「走り使いをする女事務員たちは、皆一様に腕にセルの肘当てをはめ、唇を赤くかたどって能面のように不自然に微笑」しているという描写や、旧友の日浦朝子の学校を西村が訪問した際、出てきた女子生徒が「くるりと、礼もせず、そこから一番近い教室の中へ姿を消し」てしまうこと、更に、久々に再会した旧友たちが、西村の原稿に全く関心を示さないこと、などを挙げている。
小沢は、西村が十二軒長屋に住んでいた36人の生前の事跡を発掘し収集していた目的を、「むろん西村は、彼等の生前の事跡をひとつひとつ拾い集めるたびに、それが原爆の罪に価するか否かを判定するつもりだったのである」とし、しかし「事実の収集をはじめる時点において、記録の失敗はすでにあきらかだった」と述べている。その理由として、「西村の論理にしたがえば、人間の罪を罪たらしめるものは罰である。罰がくだってはじめて、罪は明確な罪として抽出されることになる。罰をくだし得るものは、絶対者をおいて他にない。したがって人間の罪を確定し得るものも、絶対者をおいて他にはない。だが、もちろん、西村は絶対者などではない。そのような彼に、罪をさぐりだせるはずのないことは自明の理だったのだ」としている。
渡部芳紀も、上述のいいだ・本多・小沢などの論を受けて、本作を「前後八年間にわたって書かれたり、大変長いこともあって、さまざまな破綻や矛盾を含み、部分の描写などもけつしてすぐれているとはいえない」とし、「各章が有機的なつながりをもたず短編の寄せ集めのような点、西村が狂言回しの位置にあやうく堕しそうな点、多くの事件を七年以前と大ざつぱにまとめてしまう点、釜ヶ崎騒動の日数的ずれ、等々」を指摘している。その上で、「しかし、この作品をおおう、作者の暗い情念と、それを託されての青年群像は、それらの破綻を乗り越えて、読者を惹きつけるところをもつていることもまた確かなのである」と述べている。

## 書誌情報

### 刊行本
- 『憂鬱なる党派』〈書き下ろし長篇小説叢書1〉（1965年11月30日、河出書房新社）
- 文庫版『憂鬱なる党派』〈新潮文庫〉（上下巻、共に1980年5月25日、新潮社）
- 『高橋和巳コレクション6 憂鬱なる党派』〈河出文庫〉（上下巻、1996年、河出書房新社）
- 文庫版『憂鬱なる党派』〈河出文庫〉（上下巻、共に2016年7月20日、河出書房新社）

### 全集収録
- 『高橋和巳作品集3 憂鬱なる党派』（河出書房新社、1969年11月10日）
  - 収録作品：「憂鬱なる党派」
- 『高橋和巳全小説4 憂鬱なる党派』（河出書房新社、1975年6月15日）
  - 収録作品：「憂鬱なる党派」
- 『高橋和巳全集5 憂鬱なる党派』（河出書房新社、1977年8月15日）
  - 収録作品：「憂鬱なる党派」